# طرف الجرف (السوم)

تعديل مصدري - تعديل

طرف الجرف هي إحدى قرى عزلة السوم بمديرية السوم التابعة لمحافظة حضرموت، بلغ تعداد سكانها 42 نسمة حسب تعداد اليمن لعام 2004.